# Sophienhof (Harztor)

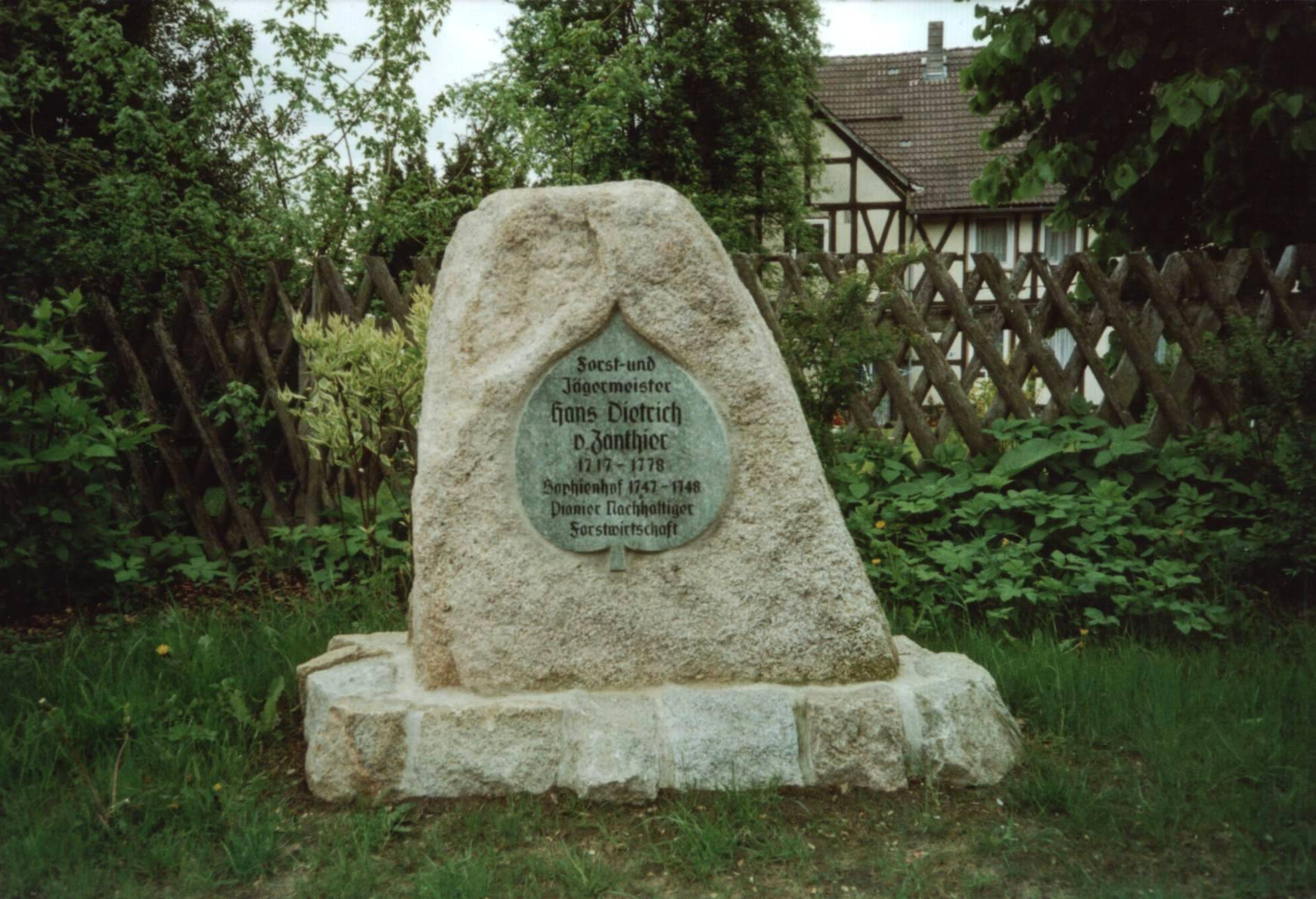
Zanthierstein zur Erinnerung an Hans Dietrich von Zanthier in Sophienhof

Sophienhof ist ein Ortsteil der Landgemeinde Harztor im Landkreis Nordhausen in Thüringen.

## Geografische Lage

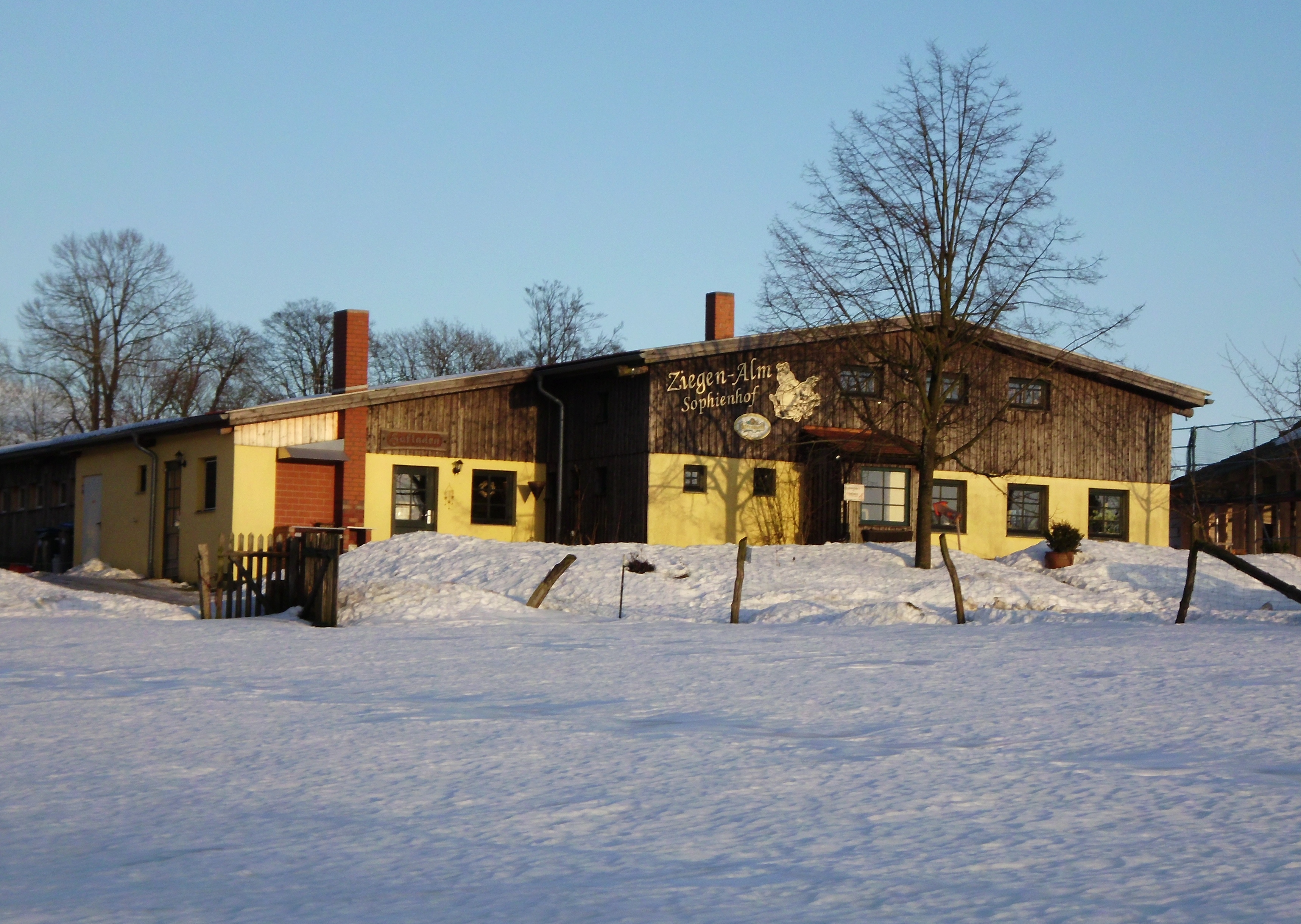
Gasthaus Ziegenalm in Sophienhof

Das Dorf Sophienhof liegt im Hohnsteiner Forst, der einst den Grafen zu Stolberg gehörte, im äußersten Norden Thüringens, nur 1 km von der Landesgrenze zu Sachsen-Anhalt und 6 km von der Landesgrenze zu Niedersachsen entfernt. Der Ort ist mit Kraftfahrzeugen nur über Nebenstraßen von Rothesütte oder von der Bundesstraße 81 zwischen Hasselfelde und Ilfeld zu erreichen. Ansonsten führen mehrere Wanderwege aus den umliegenden Orten nach Sophienhof.
Sophienhof besitzt außerdem einen Haltepunkt der Harzquerbahn, der sich abseits vom Ort rund 800 m nördlich im Wald befindet.

## Geschichte
Der Ort entstand vermutlich im 17. Jahrhundert aus einer Ansammlung von Hütten der Forstarbeiter und wurde 1645 erstmals (unter anderem Namen) erwähnt. Graf Christian Ernst zu Stolberg-Wernigerode erbte 1710 die Grafschaft Wernigerode und den Hohnsteiner Forst, welcher zur Stammgrafschaft Hohnstein gehörte. Er heiratete 1712 Sophie Charlotte Gräfin zu Leiningen-Westerburg, nach deren Namen 1720 die Ortschaft, die bis dahin die Bezeichnung Schmerplatz hatte, in Sophienhof umbenannt wurde. Nachdem 1734 in Rothesütte und Sophienhof eigene Predigerstellen eingerichtet worden waren, wurde in Sophienhof eine kleine Kirche gebaut, die ebenso wie die Kirche im benachbarten Rothesütte wegen ihrer Lage in der Nähe der innerdeutschen Grenze verfiel und in den 1960er Jahren abgerissen wurde. Ihre 1742 gegossene Glocke ist erhalten und befindet sich in einem Glockenstuhl auf dem Friedhof. 1747 wurde Hans Dietrich von Zanthier zum gräflichen Forst- und Jagdmeister mit Dienstsitz in Sophienhof berufen. An ihn erinnert ein Gedenkstein.
Sophienhof wurde 1972 in die Gemeinde Ilfeld eingegliedert. Als Teil Ilfelds gehört es seit dem 1. Januar 2012 zur neu gegründeten Gemeinde Harztor.